# Le Phénix (pel·lícula de 1905)
Le Phénix ou le coffret de cristal és una pel·lícula de Georges Méliès estrenada el 1905, a principis del cinema mut. Va ser venuda per la Star Film Company de Méliès i està numerada del 686 al 689 als seus catàlegs.

## Sinopsi
En un jardí, un mag assistit per dos ajudants augmenta la grandària d'un didal, després el fa girar, abans de triplicar-lo en alçada i treure'n, enmig de flors, una dona jove que tanca dins d'un cristall i hi cala foc. Ella desapareix entre les flames per reaparèixer com l'ocell fènix.

## Producció
Méliès és el mag de la pel·lícula, que es basa en un famós acte de màgia escènica, "Le Dé Grossissant", ideat per l'il·lusionista Buatier de Kolta. De Kolta va fer créixer un dau davant els ulls de l'audiència, després va fer que la seva dona aparegués fora d'ell. Els trucs de la versió de Méliès es realitzen utilitzant una combinació de maquinària escènica i escamoteigs.
Un fragment de la pel·lícula encara existeix i s'ha publicat en vídeo domèstic.